# Goin’ Home (album Arta Peppera)
Goin' Home - album saksofonisty Arta Peppera nagrany 11-12 maja 1982 w Fantasy Studios w Berkeley (Kalifornia); wydany w 1982.

## O albumie
Kilka słów o płycie napisała na jej okładce żona artysty, Laurie Pepper. Wspomina o wyjątkowości tego krążka. Była to ostatnia płyta nagrana przez Peppera, który miesiąc później zmarł nagle. Była to jego pierwsza płyta nagrana z towarzystwem jednego tylko jeszcze muzyka, za to był to duet z pianistą, który nie tylko był świetnym i cenionym przez Peppera muzykiem, ale który także był jego przyjacielem. Art był saksofonistą altowym, ale na połowie utworów z tej płyty grał na klarnecie. Uważał go za wspaniały, ale trudny do opanowania instrument. Może dlatego też Pepper był z tej sesji bardzo zadowolony. Kilkanaście lat później ukazała się płyta zawierająca inne jeszcze nagrania dokonane w tych dwóch dniach maja 1982 (Tête-à-Tête).
Płyta oceniana przez AllMusic na cztery i pół gwiazdki.

## Muzycy
- Art Pepper - saksofon altowy, klarnet (1, 3 i 7), klarnet i saksofon altowy (5)
- George Cables - fortepian

## Lista utworów
| 1.  | Goin' Home (arr. George Cables)                                   | 5:28  |
|     |                                                                   |       |
| 2.  | Samba Mom Mom (Arthur Pepper)                                     | 4:53  |
|     |                                                                   |       |
| 3.  | In a Mellotone (Ellington-Gabler)                                 | 5:30  |
|     |                                                                   |       |
| 4.  | Don't Let The Sun Catch You Cryin' (Joe Green)                    | 4:56  |
|     |                                                                   |       |
| 5.  | Isn't She Lovely (Stevie Wonder)                                  | 4:10  |
|     |                                                                   |       |
| 6.  | Billie's Bounce (Charlie Parker)                                  | 3:56  |
|     |                                                                   |       |
| 7.  | Lover Man (Oh Where Can You Be?) (Davis-Sherman-Ramirez)          | 4:57  |
|     |                                                                   |       |
| 8.  | The Sweetest Sounds (Richard Rodgers)                             | 5:03  |
|     |                                                                   |       |
| 9.  | Don't Let The Sun Catch You Cryin' [alternate A] (Joe Green)..(*) | 5:19  |
|     |                                                                   |       |
| 10. | You Got To My Head [alternate] (Gillespie-Coots)..(*)             | 6:04  |
|     |                                                                   |       |
|     |                                                                   | 50:16 |
|     |                                                                   |       |
(*) Nagrania 9 i 10 - dodatkowe w edycjach po masteringu (nie ma ich na oryginalnym LP); zamieszczone w Complete Galaxy Recordings of Art Pepper

## Opis płyty
- Producent - Ed Michel
- Inżynier dźwięku - Baker Bigsby, Wally Buck
- Asystent inżyniera - Gary Hobish, Kirk Felton
- Czas trwania - 51 min.
- Kierownik artystyczny - Phil Carroll
- Fotografia na okładce - K. Abe
- Fotografie wewnątrz - Phil Bray
- Firma nagraniowa - Galaxy Records
- Remastering cyfrowy - 1991, Kirk Felton (Fantasy Studios, Berkeley)
- Numer katalogowy - Galaxy OJCCD-679-2 (GXY-5143)
- Edycja z 1991 w cyklu: Original Jazz Classics